# Sœurs de Notre-Dame de la Consolation
Les sœurs de Notre-Dame de la Consolation (en latin : Congregationis Sororum Dominae Nostrae a Consolatione) sont une congrégation religieuse féminine enseignante et hospitalière de droit pontifical. 

## Historique
En 1841, Marie Rose Molas y Vallvé (1815 - 1876) entre chez les sœurs de la Charité de Reus et commence à servir comme infirmière à l'hôpital.
Le 14 mars 1857, les religieuses de Tortosa se détachent de la congrégation de Reus et se placent sous la dépendance directe des autorités ecclésiastiques locales dont mère Molas y Vallvé est la première supérieure générale. 
Les sœurs de Notre-Dame de la Consolation sont approuvés comme congrégation de droit diocésain le 6 avril 1857 par Ángelo Sancho, vicaire général du diocèse de Tortosa. L'institut reçoit le décret de louange le 2 octobre 1888, il est définitivement approuvé par le Saint-Siège le 19 juin 1901 et les constitutions ont l'approbation le 21 janvier 1907.
Deux religieuses de cette congrégation sont mortes martyres lors de la guerre d'Espagne, Euphrosine Pachés Pascual (18 juin 1869 - 5 septembre 1936) et Fernandine Besalduch Ballester (17 novembre 1891 - 13 août 1936). Une autre religieuse, Marie Thérèse Gonzalez Justo (1921 - 1967) est reconnue vénérable par Jean Paul II le 13 juin 1992.
Par ailleurs, le 23 février 2018, le Pape François nomme sœur Carmen Ros Nortes (en) sous-secrétaire de la Congrégation pour les instituts de vie consacrée et les sociétés de vie apostolique.

## Activités et diffusion
Les sœurs de Notre-Dame de la Consolation se dédient aux soins des malades et à l'enseignement de la jeunesse.
Elles sont présentes en:
- Europe : Espagne, Italie, Portugal, Slovaquie.
- Amérique : Argentine, Bolivie, Brésil, Chili, Équateur, Mexique, Pérou, Venezuela.
- Afrique : Burkina Faso, Côte d'Ivoire, Mozambique, Togo.
- Asie : Corée, Philippines.

La maison généralice est à Rome. 
En 2017, la congrégation comptait 547 sœurs dans 83 maisons.